# Kalevi Aho
Kalevi Aho (ur. 9 marca 1949 w Forssa) – fiński kompozytor i pedagog.

## Życiorys
Edukację muzyczną rozpoczął w wieku 10 lat od nauki gry na skrzypcach, w rodzinnym Forssa, na południu Finlandii. Już wtedy podejmował pierwsze próby kompozytorskie. W 1968 wyjechał do Helsinek by kontynuować naukę gry na skrzypcach i studiować kompozycję w Akademii Sibeliusa pod kierunkiem Einojuhaniego Rautavaary. Dyplom otrzymał w 1971. Następnie przez rok (1971–1972) kontynuował studia kompozytorskie w Staatliche Hochschule für Musik und darstellende Kunst w Berlinie u Borisa Blachera.
W latach 1974–1988 wykładał muzykologię na Uniwersytecie Helsińskim, a w latach 1988–1993 piastował stanowisko profesora kompozycji w Akademii Sibeliusa. W 1992 został kompozytorem-rezydentem Orkiestry Symfonicznej Lahti. Dyrygent Osmo Vänskä wraz z tą orkiestrą nagrał wiele jego ówczesnych kompozycji. W 1993 zdecydował się zrezygnować z dalszej działalności pedagogicznej i całkowicie poświęcić się twórczości kompozytorskiej.
W 1994 otrzymał 15-letnie stypendium twórcze od rządu fińskiego.

## Twórczość
W swojej twórczości Aho preferuje wielkie formy orkiestrowe – symfonie, koncerty. Komponuje też opery, utwory kameralne i instrumentalne. Jego utwory z tych czasów wykazują powiązania z neoklasycyzmem jak np. wykorzystanie kontrapunktu (głównie fugi) i stylizacje na starsze formy, takie jak walc. W następnej dekadzie komponował w stylach modernistycznym oraz postmodernistycznym. Użycie przez niego ironii oraz zestawienie kontrastujących nastrojów, stylów muzycznych i gatunków jest porównywane do twórczości Gustava Mahlera i Alfreda Sznitke. W twórczości widać również wpływy Einojuhaniego Rautavaary i Dmitrija Szostakowicza.

## Nagrody i wyróżnienia
- 1974 – Leonie Sonning Prize (Dania)
- 1990 – Henrik Steffens Prize (Niemcy)
- 1996 – Nagroda Flisaka – III Międzynarodowy Festiwal Muzyki i Sztuki Krajów Bałtyckich „Probaltica” w Toruniu[8][9]
- 2015 – ECHO Klassik Award (Concert Recording of the Year) – za Koncert na theremin i Koncert na róg[6]

## Kompozycje
(na podstawie źródeł )
|  | - Avain (The Key) – monolog dramatyczny na baryton, zespół kameralny i orkiestrę (1979) - Hyönteiselämää (Insect Life) (1987) - Salaisuuksien krija (The Book of Secrets) (1998) - Ennen kuin me kaikki olemme hukkuneet (Before We Are All Drowned) (1999) - Symfonia nr 1 (1969) - Symfonia nr 2 (1970/1995) - Symfonia nr 3, symfonia koncertująca na skrzypce i orkiestrę (1973) - Symfonia nr 4 (1973) - Symfonia nr 5 (1976) - Symfonia nr 6 (1980) - Symfonia nr 7 Insect Symphony (1988) - Symfonia nr 8, na organy i orkiestrę (1993) - Symfonia nr 9, symfonia koncertująca na puzon i orkiestrę (1994) - Symfonia nr 10 (1996) - Symfonia nr 11, na 6 perkusjonistów i orkiestrę (1998) - Symfonia nr 12 Luosto, na 2 orkiestry (2002-2003) - Symfonia nr 13 Symphonic Characterizations (2003) - Symfonia nr 14 Rituals, na darbukę, djembe, gongi i orkiestrę kameralną (2007) - Symfonia nr 15 (2010) - Koncert skrzypcowy (1981) - Koncert wiolonczelowy (1984) - Koncert fortepianowy nr 1 (1989) - Koncert na tubę (2001) - Koncert fortepianowy nr 2 (2002) - Koncert na flet (2002) - Koncert na 2 wiolonczele i orkiestrę (2003) - Koncert na fagot (2004) - Koncert na kontrafagot (2005) - Koncert klarnetowy (2005) - Koncert na kontrabas (2005) - Koncert skrzypcowy (2006) - Koncert obojowy (2007) - Kellot (The Bells}, koncert ma kwartet saksofonowy i orkiestrę (2008) - Koncert na puzon (2010) - Koncert na perkusję (2010) - Koncert na trąbkę (2011) - Koncert na róg i orkiestrę kameralną(2011) - Acht Jahreszeiten (Eight Seasons), koncert theremin i orkiestrę kameralną (2011) | - Symfonia kameralna nr 1 na 20 smyczków (1976) - Symfonia kameralna nr 2 na 20 smyczków (1992) - Symfonia kameralna nr 3, na saksofon altowy i 20 smyczków (1996) - Hiljaisuus (Silence) (1982) - Paloheimo Fanfare (1989) - Pergamon na 4 grupy instrumentów, 4 głosy recytujące i organy elektryczne (1990) - Syvien vesien juhla {The Rejoicing of the Deep Waters) (1995) - Tristia fantazja na orkiestrę dętą (1999) - Hommage à Uuno Klami (Symphonic Dances) (2001) - Louhi (2003) - Lamu na instrumenty dęte blaszane (2008) - Minea (2008) - Trio na klarnet, altówkę i fortepian (2006) - Kwartet smyczkowy nr 1 (1967) - Kwartet smyczkowy nr 2 (1970) - Kwartet smyczkowy nr 3 (1971) - Kimasen lento (Kimanen's Flight) na kwartet smyczkowy (1998) - Kwartet smyczkowy nr 1 (1967) - Kwartet smyczkowy nr 2 (1970) - Kwartet smyczkowy nr 3 (1971) - Kwartet na flet, saksofon, gitarę i perkusję (1982) - Kwartet smyczkowy Kimasen lento (Kimanen's Flight) (1998) - Lamento na 2 skrzypiec i 2 altówki (2001) - Kwartet HAHE na 4 wiolonczele (2008) - Kwintet obojowy (1973) - Kwintet fagotowy (1977) - Kwintet na flet, obój i trio smyczkowe (1977) - Kwartet na flet, saksofon, gitarę i perkusję (1982) - Kwintet na saksofon, fagot, altówkę, wiolonczelę i kontrabas (1994) - Kwintet klarnetowy (1998) - Kwintet na flet, skrzypce, 2 altówki i wiolonczelę (2000) - Kwintet na instrumenty dęte (2006) - Kwintet smyczkowy Hommage à Schubert (2009) |

oraz kompozycje na instrumenty solowe, utwory wokalnych i in.